# Party for One
Party for One – piosenka kanadyjskiej piosenkarki Carly Rae Jepsen wydana jako singel w 2018 roku. Ukazała się później na jej albumie Dedicated z 2019 roku.
Słowa piosenki zostały zainspirowane samotnym pobytem Carly Rae Jepsen w pokoju hotelowym w Szwecji, kiedy piosenkarka przechodziła przez rozpad związku. Artystka powiedziała, że tekst jest o „cieszeniu się byciem samym z sobą”. Kilku krytyków zauważyło też odniesienia do masturbacji w słowach piosenki. Singel otrzymał pozytywne recenzje i osiągnął niewielki sukces na listach przebojów.

## Lista ścieżek
- Digital download/Streaming[5][6]

1. „Party for One” – 3:03

- Digital download/Streaming (Remixes)[7][8]

1. „Party for One” (More Giraffes Remix) – 2:46
2. „Party for One” (Sawyr Remix) – 3:02
3. „Party for One” (Anki Remix) – 3:29

## Pozycje na listach przebojów
| Kraj                                | Pozycja |
| ----------------------------------- | ------- |
| Irlandia (IRMA)                     | 98      |
| Japonia (Japan Hot 100)             | 68      |
| Kanada (Billboard Canadian Hot 100) | 100     |